# WJSN
WJSN (coréen : 우주소녀; RR : Wu Ju So Nyeo; chinois : 宇宙少女; pinyin : Yǔzhòushàonǚ) ou Cosmic Girls, est un girl group sud-coréano-chinois formé par la collaboration entre le label sud-coréen Starship Entertainment et le label chinois Yuehua Entertainment en 2016. Les deux labels rompent officiellement leur lien en 2023. Le groupe débute avec son premier mini-album Would You Like? le 25 février 2016.

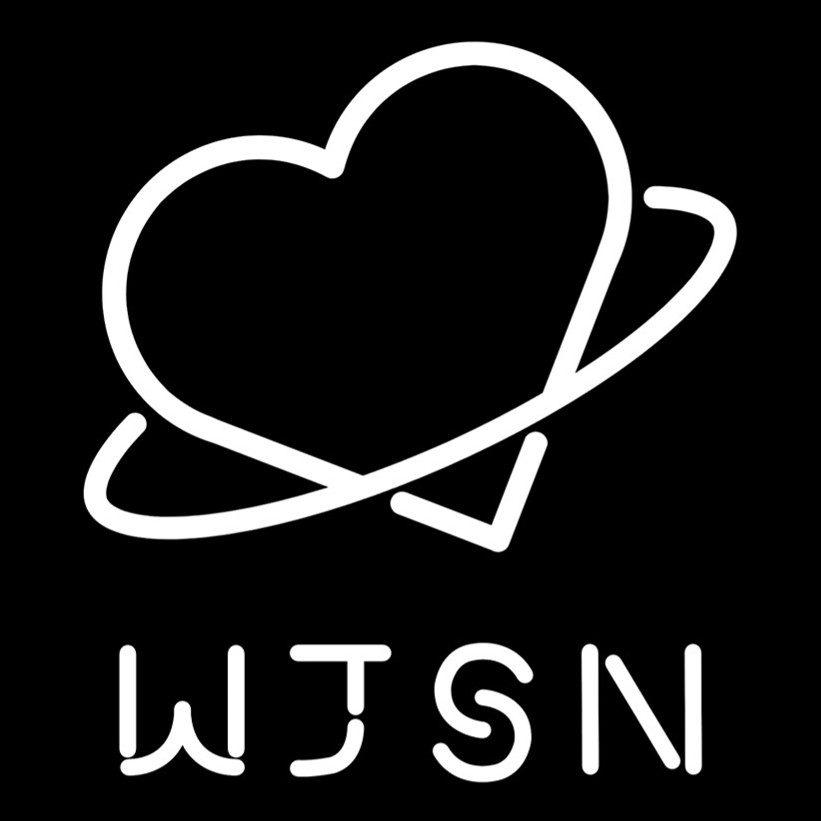
Logo de WJSN.

## Histoire

### Pré-débuts et formation
La première membre de WJSN à avoir été révélée au public était SeolA, qui en 2012 a fait un caméo dans le clip vidéo de "Janus" de Boyfriend, un boys band de la même agence. La seconde membre à avoir été révélée était Dayoung, une ancienne concurrente de l'émission de télévision K-Pop Star 1. La troisième membre était Dawon qui est aussi une ancienne participante d'un programme télévisé, K-pop Star 2. La quatrième membre à avoir été révélée était Exy qui était une concurrente du programme de rap féminin, Unpretty Rapstar 2. La cinquième membre était Eunseo qui a fait un caméo dans le clip vidéo de "Rush" d'un des boys band de leur agence, Monsta X.
Le 1er décembre 2015, Starship Entertainment a commencé à révéler des informations sur son nouveau girl group à travers différentes plateformes médiatiques comme Twitter et Instagram, avec des images d'une planète, un symbole de cœur et une image d'une orbite et d'un cœur combinés. Le 2 décembre, l'agence a continué en postant une autre photo teaser d'une silhouette regardant fixement un signe de cœur orbité. Ce symbole deviendra le logo officiel de WJSN. Le 10 décembre, la première unité nommée « Wonder Unit » est révélée, et se compose de Cheng Xiao, Bona et Dayoung. La seconde unité nommée "Joy Unit" est révélée le 17 décembre et est composée de Yeoreum, Eunseo et Xuan Yi. La troisième unité appelée "Sweet Unit", est révélée le 24 décembre et est composée de SeolA, Exy et Soobin. La quatrième et dernière unité, "Natural Unit", est révélée le 31 décembre avec les membres Mei Qi, Luda et Dawon.
Le 21 décembre, WJSN met en ligne une reprise du titre de Noël "All I Want For Christmas Is You" de Mariah Carey sous la chaîne YouTube officielle de JuseTV. Le 2 janvier 2016, Dawon, Cheng Xiao, Xuanyi, Exy, et Eunseo sont apparues dans le clip vidéo du Nouvel An des UNIQ. Le 10 janvier, l'agence des filles a commencé à mettre en ligne des photos individuelles avec un membre différent chaque jour. Le 20 janvier, SeolA, Exy, Bona, Eunseo, Xuanyi, et Cheng Xiao, sont apparues dans la version coréenne du magazine Cosmopolitan pour le mois de février dans un article nommé "Next Body Icon, Cosmic Girls!".
Le 1er février, Eunseo est apparue dans le clip nommé "Whatever" de Yoo Seung-woo avec d'autres membres de groupes de leur agence, Jeongmin des Boyfriend et Kihyun des Monsta X.

### 2016:Would You Like?etThe Secret
Les WJSN débutent le 25 février 2016 avec la sortie de leur premier mini-album nommé Would You Like?, incluant les deux titres principaux "Mo Mo Mo" et "Catch Me",. Le clip vidéo de "Mo Mo Mo", avec l'apparition de Lee Kwang-soo, est mis en ligne le 24 février, tandis que celui pour Catch Me est mis en ligne le 9 mars,,. Le groupe a fait ses débuts sur scène le 25 février au M! Countdown en interprétant Catch Me et Mo Mo Mo.
Le 11 juillet, la Starship Entertainment a confirmé que la stagiaire de l'agence qui a rejoint le projet I.O.I, Yeonjung va faire partie des Cosmic Girls. Yeonjung commencera les promotions avec le groupe en août, mais elle continuera ses activités avec I.O.I comme ce qui avait été prévu.
Le 5 août, Exy, Cheng Xiao, SeolA, Soobin, Eunseo, Yeoreum, et Dayoung se sont alliées au groupe de leur agence, Monsta X pour former l'unité spéciale « Y-Teen », et qui débute avec le clip de Do Better. Y-Teen est un projet qui va faire plusieurs publicités et participer à d'autres activités dans le futur,.
Le 17 août, WJSN fait son retour avec les treize membres pour son second mini-album nommé The Secret,. Les filles ont effectué les promotions avec le titre principal Secret,, ainsi qu'avec le titre BeBe.

### 2017:From. WJSNetHappy Moment
Le 4 janvier 2017, WJSN sort son troisième mini-album From. WJSN avec le clip vidéo d’"I Wish",,.
Le groupe a tenu son premier concert solo, Would You Like - Happy Moment, les 19 et 20 mai au Blue Square Samsung Card Hall,.

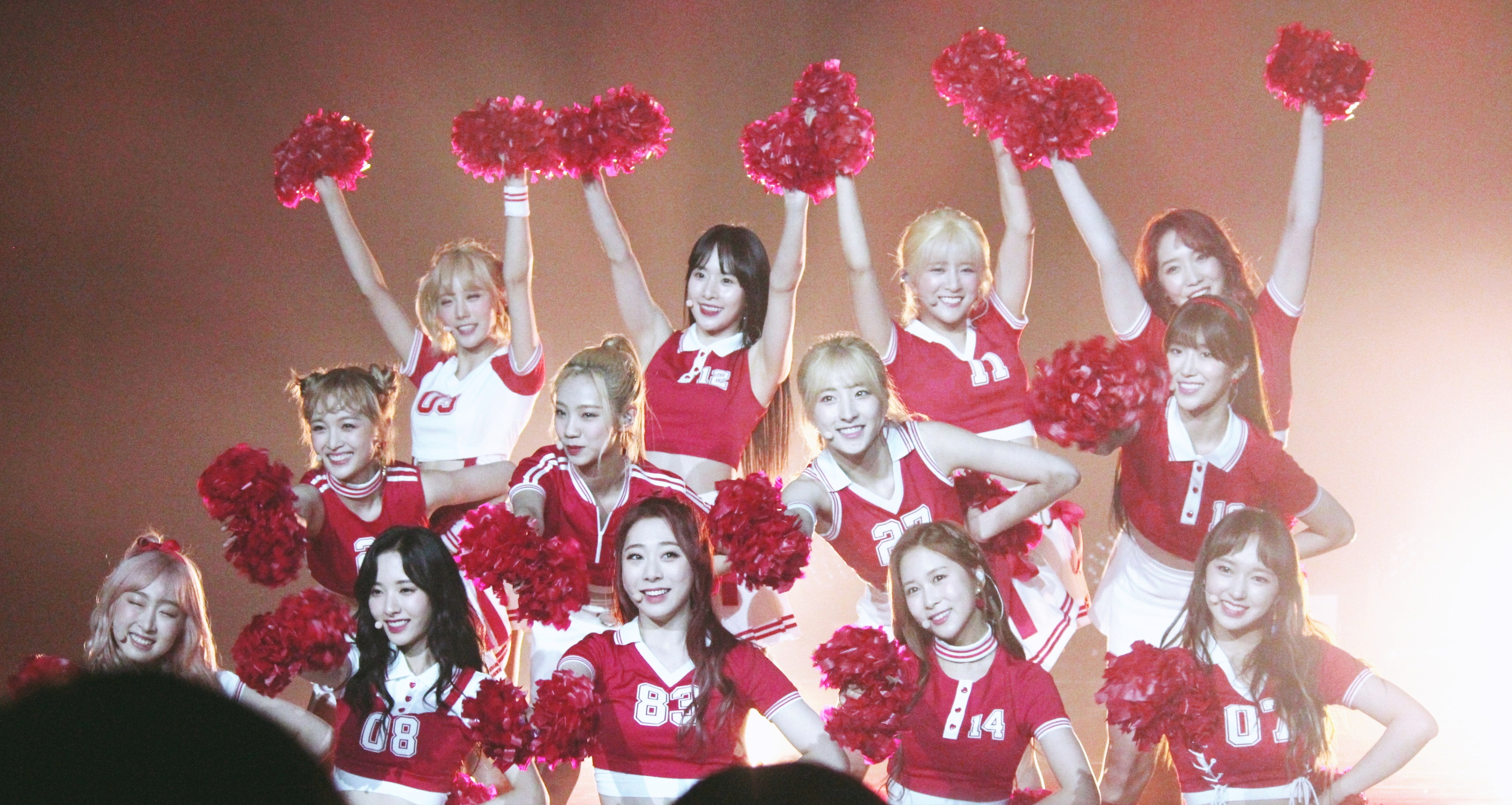
Cosmic Girls en 2017

Le premier album studio de WJSN, Happy Moment, est publié le 7 juin. Il contient un total de dix pistes dont la principale "Happy",.

### 2018:Dream Your DreametWJ Please?
Le 27 février 2018, WJSN sort son quatrième EP Dream Your Dream, avec le titre promotionnel Dreams Come True,,,.
Le 1er juin, deux membres de WJSN et de Weki Meki forment un groupe spécial nommé WJMK et sortent le single digital Strong,.
En avril, deux membres chinoises du groupe, Mei Qi et Xuan Yi, participent à la version chinoise du programme Produce 101,. Mei Qi termine première et Xuan Yi deuxième, leur faisant intégrer temporairement le girl group Rocket Girls 101,.
Le 19 septembre, WJSN sort son cinquième mini-album WJ Please?, accompagné du clip vidéo du titre principal Save Me, Save You. Les membres chinoises, Cheng Xiao, Mei Qi et Xuan Yi, n’ont pas participé aux promotions, le groupe a continué avec les dix membres restantes,. Mei Qi et Xuan Yi préparaient leurs débuts avec Rocket Girls 101, tandis que Cheng Xiao filmait le drama Legend of Awakening.

### 2019–présent:WJ Stay?
Le 8 janvier 2019, le groupe met en ligne son sixième EP WJ Stay?, incluant la chanson principale La La Love,. Les promotions se sont également faites avec dix membres pour cette sortie,.
Le 3 mars 2023, Starship Entertainment annonce que Luda et Dawon ont décidé de ne pas renouveler leurs contrats avec l'agence. Il est précisé plus tard qu'elles ne quittent cependant pas le groupe. Le contrat des trois membres chinoises appartenant à Yuehua Entertainment est également terminé.

## Membres
| Nom de scène    | Nom de scène    | Nom de scène    | Nom de naissance | Nom de naissance | Nationalité     | Date de naissance | Position                         |
| Romanisé        | Coréen          | Chinois         | Romanisé         | Cor./chi         | Nationalité     | Date de naissance | Position                         |
| Membres actuels | Membres actuels | Membres actuels | Membres actuels  | Membres actuels  | Membres actuels | Membres actuels   | Membres actuels                  |
| --------------- | --------------- | --------------- | ---------------- | ---------------- | --------------- | ----------------- | -------------------------------- |
| Seola           | 설아            | 雪娥            | Kim Hyeon-jeong  | 김현정           | Sud-coréenne    | 24 décembre 1994  | Chanteuse secondaire             |
| Bona            | 보나            | 苞娜            | Kim Ji-yeon      | 김지연           | Sud-coréenne    | 19 août 1995      | Chanteuse, danseuse et centre    |
| Exy             | 엑시            | EXY             | Chu So-jeong     | 추소정           | Sud-coréenne    | 6 novembre 1995   | Leader et rappeuse principale    |
| Soobin          | 수빈            | 秀彬            | Park Soo-bin     | 박수빈           | Sud-coréenne    | 14 septembre 1996 | Chanteuse principale             |
| Luda            | 루다            | Luda            | Lee Lu-da        | 이루다           | Sud-coréenne    | 6 mars 1997       | Chanteuse                        |
| Dawon           | 다원            | 多願            | Nam Da-won       | 남다원           | Sud-coréenne    | 16 avril 1997     | Chanteuse principale             |
| Eunseo          | 은서            | 恩熙            | Son Ju-yeon      | 손주연           | Sud-coréenne    | 27 mai 1998       | Chanteuse                        |
| Yeoreum         | 여름            | 夏天            | Lee Jin-suk      | 이진석           | Sud-coréenne    | 10 janvier 1999   | Chanteuse et danseuse            |
| Dayoung         | 다영            | 多榮            | Im Da-young      | 임다영           | Sud-coréenne    | 14 mai 1999       | Chanteuse secondaire             |
| Yeonjung        | 연정            | 延靜            | Yu Yeon-jeong    | 유연정           | Sud-coréenne    | 3 août 1999       | Chanteuse principale             |
| Anciens membres |                 |                 |                  |                  |                 |                   |                                  |
| Xuanyi          | 선의            | 宣仪            | Wu Xuanyi        | 吴宣仪           | Chinoise        | 26 janvier 1995   | Danseuse secondaire et chanteuse |
| Cheng Xiao      | 성소            | 程瀟            | Cheng Xiao       | 程瀟             | Chinoise        | 15 juillet 1998   | Danseuse principale et chanteuse |
| Meiqi           | 미기            | 美岐            | Meng Meiqi       | 孟美岐           | Chinoise        | 15 octobre 1998   | Danseuse principale et chanteuse |

### Sous-unités
- WJSN Chocome (우주소녀 쪼꼬미) – Soobin, Luda, Yeoreum, Dayoung
- WJSN The Black (우주소녀 더블랙) – Seola, Bona, Exy, Eunseo

## Discographie

### Album studio
| Année | Titre        | Détails                                                                                | Classement | Ventes               |
| Année | Titre        | Détails                                                                                | COR        | Ventes               |
| ----- | ------------ | -------------------------------------------------------------------------------------- | ---------- | -------------------- |
| 2017  | Happy Moment | - Date de sortie : 7 juin 2017 - Labels : Starship Entertainment, Yuehua Entertainment | 3          | COR : plus de 38 368 |

### Mini-albums (EPs)
| Année | Titre            | Détails                                                                                      | Classement | Ventes                |
| Année | Titre            | Détails                                                                                      | COR        | Ventes                |
| ----- | ---------------- | -------------------------------------------------------------------------------------------- | ---------- | --------------------- |
| 2016  | Would You Like?  | - Date de sortie : 25 février 2016 - Labels : Starship Entertainment, Yuehua Entertainment   | 7          | COR : plus de 13 528  |
| 2016  | The Secret       | - Date de sortie : 17 août 2016 - Labels : Starship Entertainment, Yuehua Entertainment      | 6          | COR : plus de 19 090  |
| 2017  | From. WJSN       | - Date de sortie : 4 janvier 2017 - Labels : Starship Entertainment, Yuehua Entertainment    | 4          | COR : plus de 36 441  |
| 2018  | Dream Your Dream | - Date de sortie : 27 février 2018 - Labels : Starship Entertainment, Yuehua Entertainment   | 2          | COR : plus de 45 887  |
| 2018  | WJ Please?       | - Date de sortie : 19 septembre 2018 - Labels : Starship Entertainment, Yuehua Entertainment | 3          | COR : plus de 61 830  |
| 2019  | WJ Stay?         | - Date de sortie : 8 janvier 2019 - Labels : Starship Entertainment, Yuehua Entertainment    | 2          | COR : plus de 63 490  |
| 2019  | For the Summer   | - Date de sortie : 4 juin 2019 - Labels : Starship Entertainment, Yuehua Entertainment       | 1          | COR : plus de 78 380  |
| 2019  | As You Wish      | - Date de sortie : 19 novembre 2019 - Labels : Starship Entertainment, Yuehua Entertainment  | 2          | COR : plus de 96 650  |
| 2020  | Neverland        | - Date de sortie : 9 juin 2020 - Labels : Starship Entertainment, Yuehua Entertainment       | 2          | COR : plus de 105 050 |
| 2021  | Unnatural        | - Date de sortie : 31 mars 2021 - Label : Starship Entertainment                             | 3          | COR : plus de 92 100  |

### Single album
| Année | Titre    | Détails                                                            | Classement | Ventes                |
| Année | Titre    | Détails                                                            | COR        | Ventes                |
| ----- | -------- | ------------------------------------------------------------------ | ---------- | --------------------- |
| 2022  | Sequence | - Date de sortie : 5 juillet 2022 - Label : Starship Entertainment | 4          | COR : plus de 196 000 |

### Singles
| Année                                                          | Titre                              | Meilleures positions | Album            |
| Année                                                          | Titre                              | COR                  | Album            |
| -------------------------------------------------------------- | ---------------------------------- | -------------------- | ---------------- |
| 2016                                                           | Mo Mo Mo (모모모)                  | —                    | Would You Like?  |
| 2016                                                           | Catch Me (캐치미)                  | —                    | Would You Like?  |
| 2016                                                           | Secret (비밀이야)                  | 49                   | The Secret       |
| 2017                                                           | I Wish (너에게 닿기를)             | 49                   | From. WJSN       |
| 2017                                                           | Happy (해피)                       | 77                   | Happy Moment     |
| 2018                                                           | Dreams Come True (꿈꾸는 마음으로) | —                    | Dream Your Dream |
| 2018                                                           | Save Me, Save You (부탁해)         | —                    | WJ Please?       |
| 2019                                                           | La La Love                         | 101                  | WJ Stay?         |
| 2019                                                           | Boogie Up                          | 133                  | For the Summer   |
| 2019                                                           | As You Wish (이루리)               | 106                  | As You Wish      |
| 2020                                                           | Butterfly                          | 118                  | Neverland        |
| 2021                                                           | Unnatural                          | 126                  | Unnatural        |
| 2022                                                           | Aura                               | —                    | Sequence         |
| 2022                                                           | Last Sequence                      | 132                  | Sequence         |
| "—" indique que le titre ne s'est pas classé dans cette région |                                    |                      |                  |

### Singles promotionnels
| Titre                                                                               | Année | Meilleures positions | Ventes | Album               |
| Titre                                                                               | Année | COR                  | Ventes | Album               |
| ----------------------------------------------------------------------------------- | ----- | -------------------- | ------ | ------------------- |
| "Kiss Me" (키스 미)                                                                 | 2017  | —                    | NC     | Non issu d’un album |
| "Great Ocean" (태양)                                                                | 2017  | —                    | NC     | Non issu d’un album |
| "—" signifie que le titre ne s'est pas classé ou n'est pas sorti dans cette région. |       |                      |        |                     |

### Collaborations
| Titre       | Année | Artiste                           | Album               |
| ----------- | ----- | --------------------------------- | ------------------- |
| "Do Better" | 2016  | Y Teen (Cosmic Girls et Monsta X) | Non issu d’un album |
| "Strong"    | 2018  | WJMK (Cosmic Girls et Weki Meki)  | Non issu d’un album |

## Filmographie

### Dramas télévisés
| Année | Titre          | Rôle    | Chaîne       | Membre(s) | Note(s)         |
| ----- | -------------- | ------- | ------------ | --------- | --------------- |
| 2015  | The Flatterer  | Se-rim  | Naver TVCast | Exy       | Rôle secondaire |
| 2015  | High End Crush | Soo-bin | Sohu         | Soobin    | Rôle secondaire |

## Récompenses et nominations

### Asia Artist Awards(AAA)
| Année | Travail nommé       | Prix                                   | Résultat   |
| ----- | ------------------- | -------------------------------------- | ---------- |
| 2016  | WJSN (Cosmic Girls) | Most Popular Artists (Singer) – Top 50 | 48e        |
| 2016  | WJSN (Cosmic Girls) | Rising Star Award                      | Lauréat    |
| 2017  | WJSN (Cosmic Girls) | Most Popular Artists (Singer) – Top 50 | Nomination |
| 2018  | WJSN (Cosmic Girls) | New Wave Award                         | Lauréat    |

### Mnet Asian Music Awards(MAMA)
| Année | Travail nommé       | Prix                              | Résultat   |
| ----- | ------------------- | --------------------------------- | ---------- |
| 2016  | WJSN (Cosmic Girls) | Best New Artist (Female Group)    | Nomination |
| 2016  | WJSN (Cosmic Girls) | HotelsCombined Artist of the Year | Nomination |

### Melon Music Awards(MMA)
| Année | Travail nommé       | Prix            | Résultat   |
| ----- | ------------------- | --------------- | ---------- |
| 2016  | WJSN (Cosmic Girls) | Best New Artist | Nomination |

### Seoul Success Awards
| Année | Travail nommé       | Prix         | Résultat |
| ----- | ------------------- | ------------ | -------- |
| 2016  | WJSN (Cosmic Girls) | Rookie Award | Lauréat  |

### Golden Disc Awards(GDA)
| Année | Travail nommé       | Prix                          | Résultat   |
| ----- | ------------------- | ----------------------------- | ---------- |
| 2017  | WJSN (Cosmic Girls) | New Artist of the Year        | Nomination |
| 2017  | WJSN (Cosmic Girls) | Popularity Award              | Nomination |
| 2017  | WJSN (Cosmic Girls) | Asian Choice Popularity Award | Nomination |
| 2019  | WJ Please?          | Disc Daesang                  | Nomination |

### Seoul Music Awards(SMA)
| Année | Travail nommé       | Prix                | Résultat   |
| ----- | ------------------- | ------------------- | ---------- |
| 2017  | WJSN (Cosmic Girls) | New Artist Award    | Nomination |
| 2017  | WJSN (Cosmic Girls) | Bonsang Award       | Nomination |
| 2017  | WJSN (Cosmic Girls) | EPK Discovery Award | Lauréat    |

### Korean Entertainment Arts Awards
| Année | Travail nommé       | Prix             | Résultat |
| ----- | ------------------- | ---------------- | -------- |
| 2017  | WJSN (Cosmic Girls) | New Artist Award | Lauréat  |

### Soribada Best K-Music Awards (SOBA)
| Année | Travail nommé       | Prix                  | Résultat |
| ----- | ------------------- | --------------------- | -------- |
| 2017  | WJSN (Cosmic Girls) | Rising Hot Star Award | Lauréat  |

### MTV Europe Music Awards(MTV EMAs)
| Année | Travail nommé       | Prix            | Résultat   |
| ----- | ------------------- | --------------- | ---------- |
| 2018  | WJSN (Cosmic Girls) | Best Korean Act | Nomination |

### StarHubNight of Stars
| Année | Travail nommé       | Prix                               | Résultat |
| ----- | ------------------- | ---------------------------------- | -------- |
| 2018  | WJSN (Cosmic Girls) | Most Charismatic Performance Award | Lauréat  |

### Émissions musicales

#### The Show
| Année | Date      | Chanson              |
| ----- | --------- | -------------------- |
| 2018  | 2 octobre | "Save Me, Save You", |